# Harry Shum Jr.
Harry Shum Jr. (ur. 28 kwietnia 1982 w  San José) – amerykański aktor, tancerz i choreograf. Jest znany jako tancerz z takich produkcji jak Krok do sławy, Step Up 2, Step Up 3-D i Legion Niezwykłych Tancerzy. Natomiast jako aktor znany jest z filmów takich jak Odmieniec, Przyczajony Tygrys, Ukryty Smok: Miecz Przeznaczenia, oraz z serialu Glee jako Mike Chang i z serialu Shadowhunters jako Magnus Bane.

## Życie prywatne
Harry jest synem imigrantów z Chin, ma dwie starsze siostry. Urodził się w miejscowości San José w Kostaryce, następnie jego rodzina przeprowadziła się na wschodnie wybrzeże kraju, do Limón. Gdy miał 6 lat, rodzina przeprowadziła się do San Francisco w Kalifornii. Kolejna przeprowadzka nastąpiła gdy Harry miał 8-9 lat, do okolicy San Luis Obispo. Po ukończeniu liceum Arroyo Grande High School w 2000 roku studiował na San Francisco State University i w międzyczasie uczęszczał na zajęcia taneczne w Dance Mission Theater. Po kilku miesiącach porzucił studia, by wyjechać do Los Angeles i rozpocząć karierę.
Od 2006 roku, Harry jest w związku z amerykańską tancerką i aktorką pochodzenia filipińskiego – Shelby Rabara. 22 listopada 2015 roku para wzięła ślub a 11 listopada 2018 roku ogłosili za pomocą mediów społecznościowych, iż spodziewają się potomstwa. 28 marca 2019 roku, małżeństwo ogłosiło narodziny córki.

## Kariera

### 2002 – 2007: Kariera taneczna
Po przyjeździe do Los Angeles, Harry spędził większość swojego czasu w studiach tanecznych. Tam został zauważony przez choreografów Rosero McCoy oraz Jamal Sims i wkrótce wyjechał do Wielkiej Brytanii jako tancerz podczas trasy koncertowej piosenkarki znanej jako Kaci. Po powrocie Shum kontynuował rozwijanie kariery: wystąpił w serii reklam tanecznych marki Apple, był tancerzem podczas tras koncertowych gwiazd takich jak Beyoncé, Jennifer Lopez, Jessica Simpson, oraz wystąpił w kilku filmach muzycznych i gościnnie w kilku serialach. Zatańczył także w teledyskach, m.in. do piosenek "Lose My Breath" Destiny’s Child, czy "It's Like That" Mariah Carey. Ponadto, Harry pracował jako instruktor tańca.

### 2008 – 2014:Step Up2,Glee
W 2008 roku Harry otrzymał rolę w filmie Step Up 2 w reżyserii Jona M. Chu, kontynuując ją w Step Up 3D. W 2009 roku Harry wybrał się na casting do serialu Glee z przekonaniem, że będzie to rola epizodyczna i ograniczona jedynie do tańca. Niemniej jednak Harry otrzymywał stałe telefony z informacją dotyczącą przyjścia na plan kolejnych odcinków i w rezultacie pojawił się w większości odcinków pierwszego sezonu. Podczas trasy koncertowej Glee Live, która odbyła się w pomiędzy pierwszym a drugim sezonem, fani reagowali na jego obecność na scenie bardzo entuzjastycznie, co przyczyniło się do decyzji producentów o przyjęciu Harry’ego do regularnej obsady w drugim sezonie, oraz do obsady głównej w trzecim. W sezonach od czwartego do szóstego Harry należał ponownie do obsady regularnej.
W międzyczasie Harry pracował jako choreograf dla grupy tanecznej The LXD. Wraz z Chrisopherem Scott, Harry utworzył choreografie, które grupa wykonała m.in. podczas Ellen's Even Bigger Really Big Show, 82. ceremonii rozdania Oscarów, TED Talk Show czy amerykańskiej wersji programu You Can Dance. 5 maja 2010 roku rozpoczęła się trasa koncertowa Glee Live, podczas której The LXD było aktem otwierającym koncerty. Z inicjatywy reżysera Jona M. Chu, powstał miniserial internetowy oraz film z udziałem tancerzy z The LXD, gdzie Harry ponownie zajął stanowisko choreografa oraz wcielił się w postać o imieniu Elliot, a także napisał scenariusz do jednego z odcinków.
Przez następne lata, oprócz pracy na planie Glee, Shum zagrał w kilku filmach oraz podjął współpracę z Wong Fu Productions, występując w filmach krótkometrażowych. W 2012 roku premierę miał film Odmieniec. Harry wziął udział w castingach do filmu Dary anioła: Miasto kości, lecz nie otrzymał roli. W 2014 roku Shum zagrał w dramacie kryminalnym osadzonym w latach 80. – Revenge of the Green Dragons. Film jak i postać aktora oparta została na faktach. Również w 2014 roku, Harry został jurorem w programie rozrywkowym Fake-Off. W tym samym roku zagrał w miniserialu internetowym na podstawie komiksu o superbohaterach o tytule Caper oraz premierę miała komedia Wychodne Mamusiek z jego gościnnym udziałem. Latem 2014 Harry otrzymał role w filmie produkcji Netflix Przyczajony Tygrys Ukryty Smok: Miecz Przeznaczenia.

### 2015 – 2018:Shadowhunters,Single by 30
W 2015 roku Harry wziął udział w castingach do serialu Shadowhunters – produkcja na podstawie tej samej serii książek, co film Dary anioła: Miasto kości. Tym razem jednak Shum otrzymał rolę – miał zagrać Magnusa Bane, jedną z postaci pierwszoplanowych. Pierwszy sezon serialu miał premierę 12 stycznia 2016 na stacji FreeForm w Stanach Zjednoczonych, oraz dzień później na Netflixie w krajach całego świata. Film Przyczajony Tygrys Ukryty Smok: Miecz Przeznaczenia miał premierę w pierwszym kwartale 2016.
W 2016 roku krótkometrażowy film Single by 30 od Wong Fu Productions, w którym zagrał Harry, wzbudził ciekawość YouTube Red, które zamówiło serial na jego podstawie; składał się on z 8 odcinków, gdzie Harry zagrał główną postać. Miniserial miał premierę 24 sierpnia 2016.
Późną wiosną 2017 zostało ogłoszone, iż Harry otrzymał rolę w filmie studia Warner Bros., Bajecznie Bogaci Azjaci w reżyserii Jona M. Chu. Produkcja miała miejsce w Singapurze. W sierpniu 2017 aktor wrócił do Toronto, by rozpocząć zdjęcia do 3 sezonu Shadowhunters. W tym samym czasie, jesienią, odbyły się zdjęcia do filmu Sylvestera Stallone – Plan Ucieczki 3, w którym Harry otrzymał rolę. Zimą 2018 odbyły się nagrania do thrillera Burn.
W sierpniu 2018 odbyła się premiera komedii romantycznej, Bajecznie Bogaci Azjaci, w której Harry wcielił się w postać miliardera, Charliego Wu. Film zyskał status najlepszej komedii romantycznej ostatniej dekady. Okazało się jednak, że wszystkie sceny, w których zagrał Shum, zostały wycięte – oprócz jednej sceny, pojawiającej się podczas napisów końcowych. Powodem wycięcia scen była chęć twórców do skupienia się na jednym wątku miłosnym; natomiast w kontynuacji filmu, postać, w którą wciela się Harry, zostanie objęta jednym z głównych wątków. Produkcja kontynuacji filmu Bajecznie Bogaci Azjaci planowana jest na 2021 rok. W listopadzie 2018 aktor otrzymał nagrodę People’s Choice Award w kategorii "Najlepszy aktor w serialu" za Shadowhunters.

### Po 2019
Aktor pełnił funkcję Ambasadora rozdania Nagród Gildii Aktorów Ekranowych w styczniu 2019. W maju serial Shadowhunters dobiegł do końca emisji.
2 lipca 2019 w Stanach Zjednoczonych nastąpiła premiera filmu z udziałem Harry’ego, Plan Ucieczki 3 – na DVD, Blue-Ray i online. 23 sierpnia premierę miał thriller Burn. W sierpniu oraz we wrześniu Shum był obecny w Nashville na planie drugiego sezonu serialu Opowiedz Mi Bajkę; wystąpił gościnnie w 4 odcinkach. W październiku 2019 ogłoszono, iż Shum zagra główną w thrillerze Broadcast Signal Intrusion. W marcu 2020 odbyła się premiera odcinka serialu od Comedy Central, Awkwafina is Nora from Queens z gościnnym udziałem Harry’ego. W październiku 2020 aktor dołączył do obsady komedii romantycznej Netflixa pt. Love Hard. W grudniu premierę miał film Universal Pictures pt. All My Life, w którym Shum wcielił się w główną postać. Fabuła produkcji jest oparta na faktach.
W marcu 2021 film Broadcast Signal Intrusion miał premierę podczas festiwalu filmowego South by Southwest i spotkał się z pozytywną opinią krytyków, którzy często podkreślali umiejętny występ aktorski Harry’ego.

## Filmografia
| Rok  | Tytuł                                                     | Rola                     |
| ---- | --------------------------------------------------------- | ------------------------ |
| 2004 | Rewanż                                                    | Tancerz                  |
| 2007 | Krok do Sławy                                             | Tancerz                  |
| 2008 | Step Up 2                                                 | Cable                    |
| 2008 | The American Mall                                         | Dancing Taco             |
| 2008 | Światła Sceny: Chwytaj Szansę                             | Tancerz                  |
| 2010 | Nasze Wielkie Rodzinne Wesele                             | Harry                    |
| 2010 | Legion Niezwykłych Tancerzy: Wybuch Powstania             | Elliot Hoo               |
| 2010 | Step Up 3D                                                | Cable                    |
| 2011 | Glee: Film Koncertowy                                     | jako on sam / Mike Chang |
| 2011 | iGenius: Jak Steve Jobs zmienił świat (film dokumentalny) | jako on sam              |
| 2012 | Odmieniec                                                 | Chaz Young               |
| 2014 | Wychodne Mamusiek                                         | Joey                     |
| 2014 | Revenge of the Green Dragons                              | Paul Wong                |
| 2015 | Fire City: End of Days                                    | Frank                    |
| 2016 | Przyczajony Tygrys, Ukryty Smok: Miecz Przeznaczenia      | Wei Fang                 |
| 2017 | Screen Time (film krótkometrażowy)                        | Cameron                  |
| 2018 | Bajecznie bogaci Azjaci                                   | Charlie Wu               |
| 2019 | Plan Ucieczki 3                                           | Bao Yung                 |
| 2019 | Burn                                                      | Liu                      |
| 2019 | Mercy (film krótkometrażowy)                              | James                    |
| 2020 | All My Life                                               | Solomon Chau             |
| 2021 | Przejęcie sygnału                                         | James                    |
| 2021 | Miłosna pułapka                                           | Owen Lin                 |
| 2022 | Wszystko wszędzie naraz                                   | Chad                     |

| Rok       | Tytuł                         | Rola                                   | Opis                                                            |
| --------- | ----------------------------- | -------------------------------------- | --------------------------------------------------------------- |
| 2002      | ComicView                     | Tancerz                                | ––––                                                            |
| 2003      | Boston Public                 | Fletcher                               | gościnnie                                                       |
| 2005      | Committed                     | Dostawca                               | gościnnie                                                       |
| 2008      | Zoey 101                      | Roy                                    | gościnnie                                                       |
| 2008      | Rita Daje Czadu               | Zack                                   | gościnnie                                                       |
| 2008      | Greek                         | Vance / OX Brother / Omega Chi Brother | gościnnie                                                       |
| 2008      | iCarly Leci do Japonii        | Yûki                                   | film telewizyjny                                                |
| 2009-2015 | Glee                          | Michael "Mike" Chang Jr.               | sezon 1, 4-6: rola drugoplanowa sezon 2-3: rola pierwszoplanowa |
| 2010–2011 | Legion Niezwykłych Tancerzy   | Elliot Hoo                             | rola pierwszoplanowa                                            |
| 2013      | Mortal Kombat: Legacy         | Kuai Liang                             | gościnnie                                                       |
| 2014      | Caper                         | Luke                                   | rola pierwszoplanowa                                            |
| 2016      | Single By 30                  | Peter Ma                               | główna rola                                                     |
| 2016–2019 | Shadowhunters                 | Magnus Bane                            | rola pierwszoplanowa                                            |
| 2019–2020 | Opowiedz Mi Bajkę             | Brendan                                | gościnnie                                                       |
| 2020      | Awkwafina is Nora From Queens | Doc Hottie                             | gościnnie                                                       |
| 2022      | Step Into... the Movies       | jako on sam                            | specjał telewizyjny                                             |
| 2022      | Chirurdzy                     | Daniel Kwan                            | od 19 sezonu                                                    |

## Inne
| Rok       | Tytuł                                         | Opis                                       |
| --------- | --------------------------------------------- | ------------------------------------------ |
| 2004      | Lose My Breath                                | Tancerz w teledysku                        |
| 2004      | Rybki z Ferajny                               | Taneczna figura animacyjna                 |
| 2005      | Like That                                     | Tancerz w teledysku                        |
| 2007      | Karaoke Revolution Presents: American Idol    | Specjalne podziękowania                    |
| 2008      | Teen Choice Awards 2008                       | Producent segmentu, tancerz                |
| 2008      | Ellen's Even Bigger Really Big Show           | Choreograf                                 |
| 2009-2015 | Glee                                          | Soundtrack – wokal                         |
| 2009      | You Can Dance – Po Prostu Tańcz (USA)         | Choreograf (dla The LXD)                   |
| 2010      | 82. ceremonia wręczenia Oscarów               | Choreograf (dla The LXD)                   |
| 2010      | Legion Niezwykłych Tancerzy (serial)          | Scenarzysta (odc. "Elliot's Shoes")        |
| 2010      | Legion Niezwykłych Tancerzy (serial)          | Choreograf, kierownik produkcji filmowej   |
| 2010      | Legion Niezwykłych Tancerzy: Wybuch powstania | Kierownik produkcji filmowej               |
| 2011      | Legion Niezwykłych Tancerzy: Tajniki Siły Ra  | Producent                                  |
| 2012      | Remixed                                       | Producent wykonawczy                       |
| 2012      | Today's the Day                               | Producent wykonawczy                       |
| 2014–2015 | Fake Off                                      | Juror                                      |
| 2016      | ReCore (gra wideo)                            | Figura animacyjna i głos postaci Kai Brehn |
| 2019      | Drop the Mic: Rap Battle                      | Uczestnik programu rozrywkowego            |
| 2021      | The Ellen DeGeneres Show                      |                                            |

## Nagrody
| Rok  | Nagroda                            | Kategoria                                                                               | Projekt                 | Rezultat  |
| ---- | ---------------------------------- | --------------------------------------------------------------------------------------- | ----------------------- | --------- |
| 2010 | Nagroda Gildii Aktorów Ekranowych  | Najlepszy zespół aktorski w serialu komediowym (wspólnie z obsadą Glee)                 | Glee                    | Wygrana   |
| 2010 | Teen Choice Awards                 | Choice Music: Zespół (wspólnie z obsadą Glee)                                           | Glee                    | Nominacja |
| 2011 | Nagroda Gildii Aktorów Ekranowych  | Najlepszy zespół aktorski w serialu komediowym (wspólnie z obsadą Glee)                 | Glee                    | Nominacja |
| 2011 | East West Players Visionary Awards | Przełomowy Talent Roku                                                                  | Ogół pracy              | Wygrana   |
| 2012 | Nagroda Gildii Aktorów Ekranowych  | Najlepszy zespół aktorski w serialu komediowym (wspólnie z obsadą Glee)                 | Glee                    | Nominacja |
| 2012 | Grammy                             | Najlepsza składanka ze ścieżką dźwiękową z kina, telewizji lub innych mediów wizualnych | Glee                    | Nominacja |
| 2013 | Nagroda Gildii Aktorów Ekranowych  | Najlepszy zespół aktorski w serialu komediowym (wspólnie z obsadą Glee)                 | Glee                    | Nominacja |
| 2013 | Hawaii International Film Festival | Wschodząca Gwiazda Roku                                                                 | Ogół pracy              | Wygrana   |
| 2013 | Streamy Awards                     | Najlepsza Choreografia                                                                  | Remixed                 | Nominacja |
| 2016 | TV Scoop Awards                    | Męska Przełomowa Gwiazda Roku                                                           | Shadowhunters           | Wygrana   |
| 2016 | MTV Fandom Awards                  | Filmowa/serialowa Para Roku (wspólnie z Matthew Daddario)                               | Shadowhunters           | Nominacja |
| 2016 | Teen Choice Awards                 | Choice: Przełomowy Serial Roku (wspólnie z obsadą Shadowhunters)                        | Shadowhunters           | Wygrana   |
| 2017 | People’s Choice Awards             | Ulubiony Kablowy Serial Sci-Fi/Fantasy (wspólnie z obsadą Shadowhunters)                | Shadowhunters           | Nominacja |
| 2017 | GLAAD Media Awards                 | Wybitny Serial Dramatyczny [z wątkiem LGBT] (wspólnie z Matthew Daddario)               | Shadowhunters           | Wygrana   |
| 2017 | Teen Choice Awards                 | Choice: Serial Sci-Fi/Fantasy (wspólnie z obsadą Shadowhunters)                         | Shadowhunters           | Nominacja |
| 2017 | Teen Choice Awards                 | Choice: Serialowa Para Roku (wspólnie z Matthew Daddario)                               | Shadowhunters           | Nominacja |
| 2017 | Teen Choice Awards                 | Choice: Serialowy Pocałunek Roku (wspólnie z Matthew Daddario)                          | Shadowhunters           | Nominacja |
| 2017 | Teen Choice Awards                 | Choice: Letni Aktor Telewizyjny                                                         | Shadowhunters           | Nominacja |
| 2017 | Streamy Awards                     | Najlepszy Serial Dramatyczny                                                            | Single by 30            | Nominacja |
| 2017 | Streamy Awards                     | Najlepsza Gra Aktorska w Serialu Dramatycznym                                           | Single by 30            | Nominacja |
| 2017 | Bisexual Representation Awards     | Najlepsza reprezentacja biseksualna w męskiej roli drugorzędnej (Magnus Bane)           | Shadowhunters           | Wygrana   |
| 2018 | GLAAD Media Awards                 | Wybitny Serial Dramatyczny [z wątkiem LGBT] (wspólnie z Matthew Daddario)               | Shadowhunters           | Nominacja |
| 2018 | Teen Choice Awards                 | Choice: Serialowa Para Roku (wspólnie z Matthew Daddario)                               | Shadowhunters           | Nominacja |
| 2018 | Teen Choice Awards                 | Choice: Serial Sci-Fi/Fantasy (wspólnie z obsadą Shadowhunters)                         | Shadowhunters           | Wygrana   |
| 2018 | Hollywood Film Awards              | Przełomowy Całokształt Hollywoodzki (wspólnie z obsadą Bajecznie Bogaci Azjaci)         | Bajecznie Bogaci Azjaci | Wygrana   |
| 2018 | People’s Choice Awards             | Najlepszy Serial Sci-Fi/Fantasy (wspólnie z obsadą Shadowhunters)                       | Shadowhunters           | Nominacja |
| 2018 | People’s Choice Awards             | Męska Gwiazda Telewizyjna                                                               | Shadowhunters           | Wygrana   |
| 2018 | People’s Choice Awards             | Serial Roku (wspólnie z obsadą Shadowhunters)                                           | Shadowhunters           | Wygrana   |
| 2018 | People’s Choice Awards             | Serial Warty Seryjnego Oglądania (wspólnie z obsadą Shadowhunters)                      | Shadowhunters           | Wygrana   |
| 2018 | Bisexual Representation Awards     | Najlepsza reprezentacja biseksualna w męskiej roli drugorzędnej (Magnus Bane)           | Shadowhunters           | Wygrana   |
| 2018 | Unforgettable Gala                 | Vanguard Award (wspólnie z obsadą Bajecznie Bogaci Azjaci)                              | Bajecznie Bogaci Azjaci | Wygrana   |
| 2019 | Złote Globy                        | Najlepsza Komedia lub Musical (wspólnie z obsadą Bajecznie Bogaci Azjaci)               | Bajecznie Bogaci Azjaci | Nominacja |
| 2019 | National Board of Review           | Najlepsza Gra Aktorska Obsady (wspólnie z obsadą Bajecznie Bogaci Azjaci)               | Bajecznie Bogaci Azjaci | Wygrana   |
| 2019 | Critics’ Choice Award              | Najlepsza Komedia (wspólnie z obsadą Bajecznie Bogaci Azjaci)                           | Bajecznie Bogaci Azjaci | Wygrana   |
| 2019 | Nagroda Gildii Aktorów Filmowych   | Najlepszy Filmowy Zespół Aktorski (wspólnie z obsadą Bajecznie Bogaci Azjaci)           | Bajecznie Bogaci Azjaci | Nominacja |
| 2019 | GLAAD Media Awards                 | Wybitny Serial Dramatyczny [z wątkiem LGBT] (wspólnie z Matthew Daddario)               | Shadowhunters           | Nominacja |
| 2019 | Teen Choice Awards                 | Choice: Aktor w Serialu Sci-Fi/Fantasy                                                  | Shadowhunters           | Nominacja |
| 2019 | Teen Choice Awards                 | Choice: Serial Sci-Fi/Fantasy (wspólnie z obsadą Shadowhunters)                         | Shadowhunters           | Wygrana   |
| 2019 | Teen Choice Awards                 | Choice: Komedia (wspólnie z obsadą Bajecznie Bogaci Azjaci)                             | Bajecznie Bogaci Azjaci | Wygrana   |
| 2019 | People’s Choice Awards             | Najlepszy Serial Sci-Fi/Fantasy (wspólnie z obsadą Shadowhunters)                       | Shadowhunters           | Wygrana   |
| 2020 | GLAAD Media Awards                 | Wybitny Serial Dramatyczny [z wątkiem LGBT]                                             | Shadowhunters           | Nominacja |